# ゼネル薬品工業
ゼネル薬品工業（ゼネルやくひんこうぎょう ）は、大阪府大阪市北区に本社を置く、製薬会社である。「ゼネル」とも称する。

## 概要
かぜ・せき薬「リココデ」と強壮剤「ゼネル」等の医薬品を製造・販売しており、製薬会社としては珍しく、工場と販売部門を分社化する等の経営を行っている。元々は和歌山県粉河町（現・紀の川市）が発祥であり、和歌山県内の薬局でゼネルの看板が多く見られる。

## 製造拠点
- ゼネル薬工粉河（株）
- ゼネル薬工伊都（株）